# Julian Janowski
Julian Janowski (ur. 16 lutego 1886 w Łomży, zm. 31 sierpnia 1970 w Ostródzie) – pułkownik piechoty Wojska Polskiego, kawaler Orderu Virtuti Militari.

## Życiorys
Po ukończeniu gimnazjum w Łomży, w 1904 wstąpił na ochotnika do armii rosyjskiej, po ukończeniu w 1905 szkoły podoficerskiej wstąpił do szkoły junkrów w Kazaniu. Po jej ukończeniu w 1908 otrzymał stopień podporucznika i został skierowany do 177 pułku piechoty, w którym służył do wybuchu I wojny światowej. Brał udział w walkach na froncie rosyjsko–austriackim i w sierpniu 1914 został ciężko ranny. Dostał się do niewoli, w której przebywał do 1918.
W 1918 wstąpił do Wojska Polskiego, uczestnicząc w rozbrajaniu Niemców w Ciechanowie. W grudniu 1918 został przydzielony do 32 pułku piechoty, gdzie kolejno był dowódcą kompanii, batalionu i od listopada 1921 zastępcą dowódcy pułku. W składzie tego pułku brał udział w wojnie polsko-bolszewickiej.
10 lipca 1922 roku został zatwierdzony na stanowisku dowódcy batalionu w 74 pułku piechoty. W maju 1923 roku został przydzielony z Rezerwy Oficerów Sztabowych DOK IV do PKU Stanisławów na stanowisko I referenta. W lipcu tego roku wrócił do 74 pp na stanowisko dowódcy batalionu. W sierpniu 1923 roku powierzono mu pełnienie obowiązków zastępcy dowódcy pułku. W styczniu 1930 roku został przeniesiony do 5 pułku Strzelców Podhalańskich w Przemyślu na stanowisko dowódcy pułku. W lipcu 1936 roku został mianowany dowódcą piechoty dywizyjnej 11 Dywizji Piechoty w Stanisławowie. W maju 1938 roku został pierwszym zastępcą komendanta głównego Straży Granicznej, gen. bryg. Waleriana Czumy.
3 września 1939 mianowany został zastępcą dowódcy obrony Warszawy z zachowaniem dotychczasowego stanowiska I zastępcy komendanta głównego Straży Granicznej. W dniu 10 września 1939 został dowódcą Odcinka „Warszawa–Wschód”, a od 14 września po przekazaniu dowództwa odcinka gen. bryg. Juliuszowi Zulaufowi był jego zastępcą do momentu kapitulacji Warszawy 28 września 1939.
Następnie przebywał w niewoli niemieckiej w oflagu IVB Koenigstein i VIIA Murnau do kwietnia 1945.
We wrześniu 1945 wrócił do Polski i rozpoczął służbę w Wojsku Polskim. Pełnił kolejno stanowiska szefa Wydziału Wyszkolenia Bojowego Departamentu Wojsk Ochrony Pograniczna (październik 1945 – listopad 1946), dyrektora nauk w Centrum Wyszkolenia Wojsk Ochrony Pogranicza (listopad 1946 – maj 1949). W okresie od maja 1949 do stycznia 1950 pozostawał w dyspozycji Departamentu Personalnego MON, a następnie zostaje przeniesiony w stan spoczynku.
Po przejściu w stan spoczynku pracował do czasu przejścia na emeryturę w 1958 w instytucjach państwowych na terenie Ostródy i Olsztyna.
Zmarł 31 sierpnia 1970 w Ostródzie. Został pochowany na Cmentarzu Wojskowym na Powązkach w Warszawie (kwatera B18-5-16).

## Awanse
- podporucznik – 1908
- porucznik – 1911
- sztabskapitan – 1914
- major – 1920
- podpułkownik – 1926
- pułkownik – 10 grudnia 1931 ze starszeństwem z dniem 1 stycznia 1932 i 14 lokatą w korpusie oficerów piechoty

## Ordery i odznaczenia
- Krzyż Złoty Orderu Wojennego Virtuti MilitariGrób Juliana Janowskiego na Cmentarzu Wojskowym na Powązkach w Warszawie

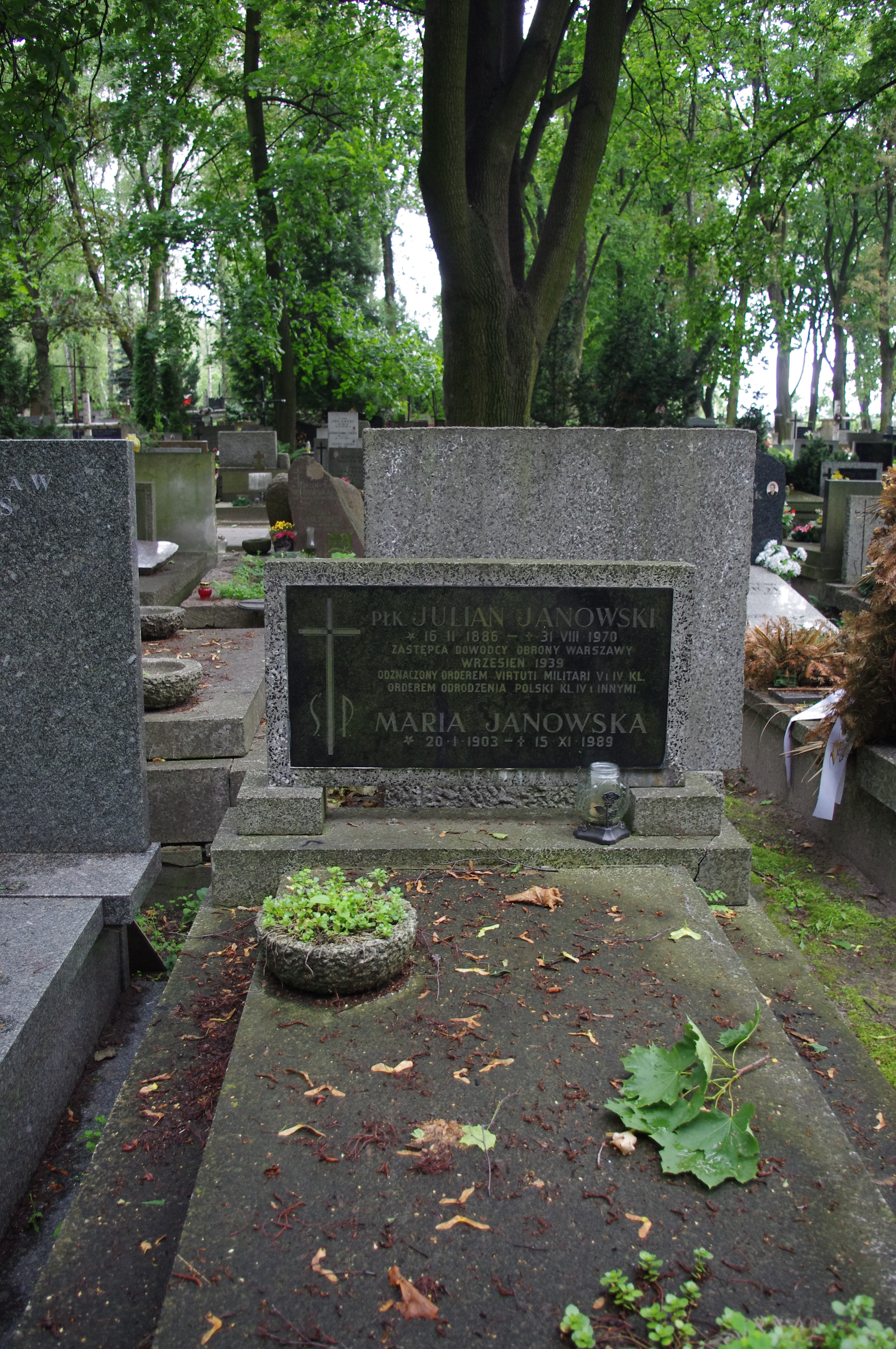
Grób Juliana Janowskiego na Cmentarzu Wojskowym na Powązkach w Warszawie

- Krzyż Srebrny Orderu Wojskowego Virtuti Militari nr 3390 (1921)[11]
- Krzyż Oficerski Orderu Odrodzenia Polski (11 listopada 1934)[12][13]
- Krzyż Walecznych[14]
- Złoty Krzyż Zasługi (10 listopada 1928)[15][14]
- Medal Pamiątkowy za Wojnę 1918–1921[16]
- Medal Dziesięciolecia Odzyskanej Niepodległości[16]
- Odznaka za Rany i Kontuzje[16]
- Odznaka pamiątkowa 5 Pułku Strzelców Podhalańskich[16]